# 末廣五大
末廣 五大（すえひろ ごだい、1977年6月20日 - ）は、熊本県熊本市出身の元プロ野球選手（内野手）。

## 来歴・人物
熊本工大高（現：文徳高）では通算22本塁打で俊足であった、1995年ドラフト6位で千葉ロッテマリーンズに入団。
一軍出場の無いまま、1998年限りで退団。
ロッテ退団後の活動として、2024年開催の第68回熊本市民早起き野球大会に体育堂Aチームの一員としてエントリーしていることが確認できる。

## 詳細情報

### 年度別打撃成績
- 一軍公式戦出場なし

### 背番号
- 61 （1996年 - 1998年）